# Henry Percy (6e comte de Northumberland)
Pour les articles homonymes, voir Henry Percy.
Henry Percy (vers 1502 – 29 juin 1537), 6e comte de Northumberland, reste dans l'histoire comme le fiancé d’Anne Boleyn, qu'il doit quitter pour qu'elle puisse épouser le roi Henri VIII. La prétendue rancune et le ressentiment qu’Anne aurait éprouvés ont formé par la suite la matière de bien des œuvres de fiction dans le monde anglo-saxon (romans et films).

## Biographie sommaire
Fils d’Henry Algernon Percy, le 5e comte, il se fiance avec Anne Boleyn, sans doute au printemps  1523, alors qu'il est encore page du cardinal Wolsey. Lorsque le cardinal a vent de ces fiançailles, il humilie publiquement Percy devant ses serviteurs, car le jeune Lord n'a sollicité ni la permission de son père, ni celle du roi, lequel ne pouvait pas être indifférent à la chose, étant donné l’importance du titre de comte de Northumberland dans la pairie d'Angleterre. Le père d'Henry Percy refuse d’ailleurs sa permission, et on marie promptement le jeune homme à Mary, fille de George Talbot, avec qui il était d'ailleurs lié par un pré-contrat depuis 1516. Le mariage est situé en septembre par l'historienne Alison Weir, et entre le 14 janvier et le 8 février 1524 par l'historien R. W. Hoyle. Cette union reste stérile ; en juin 1532, Mary réclame l’annulation du mariage, en invoquant le pré-contrat conclu par son mari avec Anne Boleyn. Percy est interrogé par Henri VIII, et la demande est rejetée par le Parlement : les Percy restent mariés.
En tant que l’un des premiers pairs du royaume, Henry est membre du jury qui reconnait Anne coupable d’adultère. On admet généralement que les preuves à l'appui de ce jugement ont été fabriquées de toutes pièces par les ennemis de la souveraine. Henry lui-même perdit connaissance après avoir rendu son verdict de culpabilité et dut être extrait du tribunal. Il était absent lors du procès contre George Boleyn, le frère de la reine, qui d'après l'accusation avait entretenu des relations incestueuses avec sa sœur.
Henry meurt l'année suivante, après avoir dilapidé son héritage ; il lègue ses terres à des amis, voulant déshériter autant que la loi le lui permet sa famille, celle des Percy. Il lègue ainsi ce qu'il n'a pas pu disperser entre ses amis, à la Couronne d'Angleterre. Le titre de comte de Northumberland passe à son neveu Thomas Percy.
Son épouse Mary Talbot meurt entre le 16 avril 1572 et le 6 juin 1572.